# 納洪塔 (北卡羅萊納州)
納洪塔（英語：Nahunta）是位於美國北卡羅萊納州韋恩縣的非建制地區。

## 歷史
納洪塔的郵局於1830年設立，其後於1872年停運。

## 地理
納洪塔所處的海拔為高於海平面44米（即144英呎），而該地所採用的時區為UTC-5，即北美东部时区（EST）。同時該地設有夏令時間，為UTC-5調快一小時，即UTC-4（EDT）。